# Bars (Gers)
Bars – miejscowość i gmina we Francji, w regionie Oksytania, w departamencie Gers.
Według danych na rok 1990 gminę zamieszkiwało 148 osób, a gęstość zaludnienia wynosiła 14 osób/km² (wśród 3020 gmin regionu Midi-Pireneje Bars plasuje się na 915. miejscu pod względem liczby ludności, natomiast pod względem powierzchni na miejscu 1046.).